# 1-я Подрезковская улица
Пе́рвая Подре́зковская у́лица — улица на севере Москвы, в Новоподрезково Молжаниновского района, Северного административного округа, проходит параллельно Ленинградскому шоссе.
Встречается название — Подрезковская 1-я, улица.

## Происхождение названия
Бывшая улица Коминтерна на территории бывшего подмосковного посёлка городского типа Новоподрезково, частично вошедшего (восемь улиц) в состав Москвы в 1985 году. Переименована в 1986 году по рабочему посёлку Подрезково или по платформе «Подрезково» Ленинградского направления Московской железной дороги, открытой в 1916 году на земле, которой в начале XX века владел Н. А. Подрезков.

## Описание
1-я Подрезковская улица (как и нумерация домов и строений на ней) начинается от юго-восточного края бывшего посёлка Новоподрезково, проходит на северо-запад параллельно Колпинской (справа) и 2-й Подрезковской (слева) улицам. К началу улицы примыкает 2-я Подрезковская улица выходящая на Ленинградского шоссе и путепровод над ним, связывающая микрорайоны «Новоподрезково» и «Синявинская» через Подмосковье с основной территорией города-героя.

## № домов и строений
На улице присутствуют под № следующие дома и строения: 1, 2, 3, 4, 6, 7, 8 стр 1, 9, 10 стр 1, 10 стр 2, 11 стр 1, 11 стр 2, 12, 13, 14, 15, 16, 17, 18, 19, 20 стр 2, 21 стр 1, 21 стр 2, 22, 22 стр 1, 23, 23 стр 1, 24, 25, 25 А, 26, 27, 28, 30, 31 стр 1, 31 стр 2, 32, 33, 34, 35, 36, 37, 38, 39, 40, 42, 44, 46, 48.

## Транспортное обслуживание
По 1-й Подрезковской общественный городской транспорт не проходит, но в непосредственной близости от улицы проходит Ленинградское шоссе, где проходят автобусные маршруты Мосгортранс и Мострансавто. Остановки автотранспорта (две) называются «Новоподрезково», на них останавливаются автобусы Москвы и Подмосковья, в зависимости от направления движения: № 13, № 30, № 350 № 400, № 440, № 465, № 484, № 817, № 851, № 865.
По Второй Подрезковской находится остановка автобусов (павильон) по маршрутам: № 283 («Речной вокзал») , № 865к («Планерная»).
Ближайшая железнодорожная платформа — «Новоподрезково» Ленинградского направления Октябрьской железной дороги.